# 峨蔓镇
峨蔓镇，是中华人民共和国海南省儋州市下辖的一个乡镇级行政单位。

## 行政区划
峨蔓镇下辖以下地区：
峨蔓村、盐丁村、王坡村、长荣村、田井村、多业村、多美村、片石村、茅园村、黄沙村、龙门村、高根村和笔架村。